# Сортировочная имени В. Н. Морозова
Сортиро́вочная имени В. Н. Моро́зова — остановочный пункт Санкт-Петербургского отделения Октябрьской железной дороги, между платформами Фарфоровская и Обухово, на территории железнодорожной станции Санкт-Петербург-Сортировочный-Московский. До 2024 года остановочный пункт назывался Сортировочная. 25 июня 2024 года он был переименован в честь заслуженного железнодорожника, министра путей сообщения Российской Федерации и первого вице-президента ОАО «Российские железные дороги» Вадима Морозова.

## История
До конца 1870-х годов сортировка вагонов и составление товарных поездов Николаевской железной дороги проводились на Петербурге-товарном. Так как Петербург-товарный не был оборудован для проведения подобных работ, осенью 1877 года на 6—7 версте Николаевской железной дороги началось сооружение сортировочного парка. В связи с этим в следующем году была открыта платформа на 8-й версте. В конце 1879 года «особые парки для сортировки» с 48-ю путями были готовы. Станция располагалась с обеих сторон главной железнодорожной линии: по три парка для прибывающих (Московский главный путь) и убывающих (Петербургский главный путь). В 1907—1908 годах пути были перенесены, таким образом все сортировочные парки были объединены. Некоторое время спустя наклонные пути для сортировки были заменены на сортировочные горки. Станция не была электрифицирована, тем не менее, она являлась для своего времени достаточно технически оснащённой.
В 1936—1937 годах обе сортировочные горки были оснащены пневматическими замедлителями, на станции заработало горочное радио. В январе 1937 года на станции начал работать первый на железнодорожном узле снегоуборщик системы Гавриченко.
В феврале 1949 года на станции между техническими конторами парков прибытия и формирования заработала первая очередь подвесной электропочты, длина линии составляла около 2 километров. В 1959—1960 годах подвесную электропочту сменила пневматическая почта — длина её линии составила 9 километров. В 1964 году, на чётной горке станции Сортировочная, впервые в стране, заработали электронные устройства по автоматическому регулированию скорости движения отцепов (АРС-ПСС). В 1967 году горка была оснащена горочным программно-задающим устройством (ГПЗУ). В честь столетия с начала работы станция была награждена 2 ноября 1979 года орденом «Знак Почёта».
25 июня 2024 года остановочный пункт был переименован в честь заслуженного железнодорожника, министра путей сообщения Российской Федерации и первого вице-президента ОАО «Российские железные дороги» Вадима Морозова.

## Планировка
В северной части каждой из платформ есть по два ныне заваренных решётками выхода непосредственно на Невский путепровод. Билетные кассы находятся в южной части платформы. С южной части платформы проходят железнодорожные мосты над Южным шоссе, по тротуару вдоль него под мостами на восток возможен выход на Сортировочную-Московскую улицу, Белевский проспект и бульвар Красных Зорь.

### Реконструкция
В 2007—2008 годах остановочный пункт был реконструирован, были установлены турникеты и электронные табло. До реконструкции платформы имели длину, в два раза превышающую стандартную, их середины располагались под Невским путепроводом. Поезда прибывали к концу платформ, ближайшим к Фарфоровской; в начале 2010-х эти части платформ были разобраны.
В 2024 году состоялась новая реконструкция объекта, в результате которой платформа была переименована в честь первого вице-президента ОАО РЖД Вадима Морозова. Были установлены новые светильники, информационные табло и терминалы, реконструированы вестибюли, в которых размещены стенды с информацией о В. Н. Морозове.

## Фотографии
- Выход на перрон
- Вид на юг, снизу Южное шоссе
- Платформы и Невский путепровод
- Платформы, вид на юг
- Вид с платформы на путепровод
- Билетная касса
- Переходы на Невский путепровод
- Реконструкция в июне 2024 года перед переименованием
- Платформа после реконструкции в 2024 году и переименования — новые указатели и табло
- Платформа после реконструкции — реконструированные вестибюли

## Общественный транспорт
- Автобусы: № 91, 140.
- Троллейбусы: № 26, 29, 35, 36 (по будням)[6], 42[7].
- Метрополитен:

1. Ломоносовская (1,5 км к востоку от платформы);
2. Проспект Славы (2 км к западу от платформы).

### Расписание электропоездов
- Расписание пригородных поездов на Яндекс-расписаниях
- Расписание электропоездов на tutu.ru